# ARA Parker (M-11)
El ARA Parker (M-11) fue un dragaminas clase Bouchard de la Armada Argentina construido en la segunda mitad de la década de 1930 por el astillero argentino Sánchez. Finalizada la construcción, entró en servicio el 23 de diciembre de 1938. Tenía una eslora de 59 m, una manga de 7,3 m y un calado de 2,27 m, con un desplazamiento de 520 t a plena carga. Su propulsión consistía en dos motores diésel que empujaban a 16 nudos. Y su armamento eran dos cañones de 100 mm, otros dos de 40 mm y dos ametralladoras.
El ARA Parker no participó de los combates de la Revolución Libertadora pues estaba en desarme desde el año anterior.
Causó baja el 23 de julio de 1963.